# Marta Torrejón i Moya
Marta Torrejón i Moya, més coneguda com a Marta, (Mataró, 27 de febrer de 1990) és una futbolista i biòloga catalana que juga com lateral dret en el FC Barcelona. Atès el seu palmarès futbolístic, especialment pel que fa a la consecució de Copes de la Reina, se l'ha anomenat popularment amb el sobrenom de la Reina de Copes.

## Carrera de club
Va formar-se en les categories inferiors del RCD Espanyol, debutant amb el primer equip als catorze anys. Amb el club blanc-i-blau, va aconseguir una Lliga espanyola, tres Copes de la Reina i quatre Copes de Catalunya.
La temporada 2013-14 va fitxar pel FC Barcelona, amb el qual ha guanyat dues Lligues de Campions Femenina de la UEFA (2021, 2023), set Lligues espanyoles, set Copes de la Reina, tres Supercopes d'Espanya (2020, 2022, 2023) i sis Copes de Catalunya. És una de les cinc jugadores amb més partits amb el primer equip del Barça femení. Va arribar al partit 300 el dia que guanyava la seva cinquena lliga.

## Seleccions
Internacional amb la selecció espanyola en noranta ocasions, va participar en les Eurocopes de 2013 i 2017, i a les Copes del Món de 2015 i 2019 on va ser la capitana de la selecció. L'agost de 2019 va anunciar que es retirava de la selecció quan era la jugadora amb més internacionalitats.
També ha sigut internacional amb la selecció catalana amb la qual ha aconseguit quatre Campionats d'Espanya de seleccions autonòmiques (2003, 2004, 2005 i 2006).

## Palmarès

### Club
RCD Espanyol
- 1 Lliga espanyola de futbol femenina: 2005-06
- 4 Copes espanyola de futbol femenina: 2005-06, 2008-09, 2009-10, 2011-12
- 4 Copes Catalunya de futbol femenina: 2005-06, 2006-07, 2007-08, 2008-09

FC Barcelona
- 3 Lligues de Campions Femenina de la UEFA: 2020-21, 2022-23, 2023-24
- 7 Lligues espanyoles de futbol femenina: 2013-14, 2014-15, 2019-20, 2020-21, 2021-22, 2022-23, 2023-24
- 7 Copes espanyoles de futbol femenina: 2013-14, 2016-17, 2017-18, 2019-20, 2020-21, 2021-22, 2023-24
- 4 Supercopes d'Espanya de futbol femenina: 2019-20, 2021-22, 2022-23. 2023-24
- 6 Copes Catalunya de futbol femenina: 2014-15, 2015-16, 2016-17, 2017-18, 2018-19, 2019-20

### Selecció espanyola
- Copa Algarve: 2017
- Copa de Xipre: 2018